# Sclerotinia sativa
Sclerotinia sativa är en svampart som beskrevs av Drayton & J.W. Groves 1943. Sclerotinia sativa ingår i släktet Sclerotinia och familjen Sclerotiniaceae.   Inga underarter finns listade i Catalogue of Life.